# Костылев, Иван Иванович
Ива́н Ива́нович Ко́стылев (род. 20 ноября 1941, Архангельская область) — советский и российский учёный, специалист по судовой энергетике, доктор технических наук, профессор, академик Академии транспорта РФ.

## Биография
Родился 20 ноября 1941 года в Архангельской области. С 1960 года проходил службу в Вооружённых силах СССР в артиллерийском полку под Лугой, демобилизовавшись в 1963 году в звании младшего сержанта.
В 1968 году окончил Судомеханический факультет Ленинградского высшего инженерного училища им. адмирала С.О. Макарова. В 1981 году защитил диссертацию на соискание учёной степени кандидата технических наук, тема: "Анализ и выбор паропроизводительности и режимов использования вспомогательных котлов дизельных танкеров", в 2002 году защитил диссертацию на соискание учёной степени доктора технических наук, тема: "Методологические принципы, модели и методическое обеспечение при автоматизации и оценивании характеристик технологических процессов в замкнутых системах наливных судов".

## Научная деятельность
Профессор И.И. Костылев является автором более 190 научных и научно-методических работ, в том числе 4 монографий, 2 учебников, 6 учебных пособий по судовой энергетике, транспортировке углеводородов морским транспортом, подготовке кадров для водного транспорта. Индекс Хирша — 7.

## Преподавательская и административная работа в высшей школе
Трудовой путь начал в 1974 году начальником лаборатории, затем — старшим преподавателем, доцентом, начальником кафедры котельных установок, начальником судомеханического факультета ЛВИМУ им. С.О. Макарова.
В 1989—1995 гг. —  заместитель начальника академии по учебной работе, С 1996 по 2007 год — начальник Государственной морской академии им. адмирала С. О. Макарова. Совмещал пост начальника академии и начальника кафедры теплотехники, судовых котлов и вспомогательных установок. С 2007 по 2013 гг. исполнял обязанности президента академии.
В настоящее время — профессор, заведующий кафедрой теплотехники, судовых котлов и вспомогательных установок ГУМРФ им. адмирала С. О. Макарова.

## Основные труды
Денисенко Н.И., Костылев И.И. Судовые котельные установки: Учебник. — СПб: «Элмор», 2005. — 286 с.
Денисенко Н.И., Костылев И.И. Идентификация повреждений элементов судовых котельных установок: Учебно-справочное пособие. — СПб: «Элмор», 2007. — 152 с.
Костылев И.И., Овсянников М.К. Морская транспортировка сжиженного газа: Учебно-теоретическое издание. — СПб: ГУМРФ им. адм. С.О. Макарова, 2009. — 304 с.
Костылев И.И., Петухов В.А. Судовые системы: Учебник. — СПб: ГУМРФ им. адм. С.О. Макарова, 2010. —  420 с.
Денисенко Н.И., Костылев И.И. Расчеты судовых котлов: Методические указания. — СПб: ГМА им. адм. С.О. Макарова, 2010. — 52 с.
Костылев И.И., Петухов В.А. Котельные установки с органическим теплоносителем: Монография. — СПб: ГУМРФ им. адм. С.О. Макарова, 2013. — 104 с.
Овсянников М.К., Орлова Е.Г. ,Костылев И.И. Теплотехника. Техническая термодинамика и теплопередача: Учебник  — СПб: Нестор-История, 2013. — 296 с.
Костылев И.И. Подготовка воды в судовых котельных установок: Учебное пособие. — СПб: ГУМРФ им. адм. С.О. Макарова, 2016. — 104 с.

## Членство в организациях и прочая деятельность
директор Северо-Западного филиала Союза российских судовладельцев,
действительный член (академик) Академии транспорта РФ,
член Санкт-Петербургского Морского собрания,
почётный член Совета ректоров РФ,
член Совета директоров Ассоциации морских портов РФ,
руководитель Санкт-Петербургского представительства Международного института инжиниринга, науки и технологии (Лондон),
национальный представитель РФ в Международном комитете учебных парусных судов,
член Координационного Совета при Министерстве транспорта РФ,
член Совета по образованию Федерального агентства морского и речного транспорта.

## Награды
- Орден Почёта (2000),
- медаль «За заслуги в проведении Всероссийской переписи населения»,
- медаль «В память 300-летия Санкт-Петербурга»,
- медаль «Ветеран труда»,
- юбилейная медаль «300 лет Российскому флоту»,
- почётный работник Морского флота,
- почётный работник транспорта России,
- почётный работник высшего профессионального образования,
- заслуженный работник высшей школы РФ,
- почётный работник водного транспорта республики Саха (Якутия),
- почётный профессор технического университета г. Варна (Болгария).